# Зисис Вракас
Зисис Вракас (на гръцки: Ζήσης Βράκας) е гръцки революционер от влашки произход, деец на гръцката въоръжена пропаганда в Македония от началото на XX век.

## Биография
Зисис Вракас е роден в гревенското влашко село Периволи, тогава в Османската империя. Излиза с чета като клефт (хайдутин), след което бяга в Лариса. Между 1896 и 1897 година участва в гръцкото четническо движение в Македония. След 1903 година действа в района на Гревена, Горуша и Костенарията, където е активен в борбата с българската ВМОРО и румънската пропаганда сред куцовласите. През юни 1907 година, на възраст 50 години, навлиза в Гревенско от Тесалия с четата на капитан Георгиос Стримонарас като негов заместник-командир.